# Chalcoscirtus zyuzini
Chalcoscirtus zyuzini är en spindelart som beskrevs av Yuri M. Marusik 1991. Chalcoscirtus zyuzini ingår i släktet Chalcoscirtus och familjen hoppspindlar. Inga underarter finns listade i Catalogue of Life.